# مطغرة
مطغرة أو مدغرة هي قبيلة أمازيغية من قبائل بني فاتن، ورغم كونها من القبائل البترية المعروفة بالترحال إلا أنها عرفت بحياة الأستقرار سواء في الأرياف أو الواحات أو القصور.

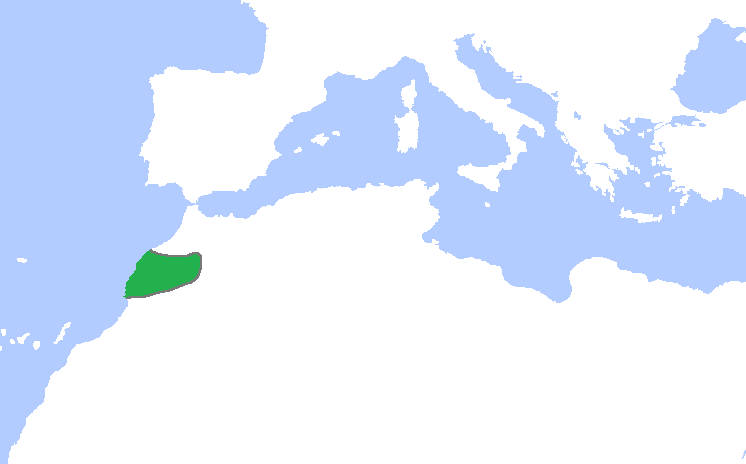
امتداد إمارة بورغواطة التي أسسها المطغريون

## التسمية
تذكر القبيلة في المصدر العربية بأشكال متعددة سواء «مطغرة» أو «مدغرة» أو «مصغرة»، لكن هذا الإختلاف راجع إلى إختلاف النطق الصوتي لحرف الدال والصاد والطاء في اللهجات الأمازيغية. ويغلب على الظن أن إسمها مشتق من الكلمة البربرية «إمطغر» أو «إمدغر» والتي تعني المستقر أو الساكن.

## نسبهم
تنتسب مطغرة إلى قبائل بنو فاتن ونسبهم هو فاتن بن تمصيت بن ضريس بن بن زحيك بن مادغيس الأبثر، وتشترك في هذا النسب مع أخوتها من قبائل كومية ومغيلة ومكناسة وصدينة ومديونة ومطماطة وملزوزة ولماية ودونة.
وبالرغم من أن بنو فاتن هم أبناء عمومة الزناتيين، إلا أن اسم زناتة غلب على كل أبناء ضريس بن زحيك بسبب أن الزناتيين كانوا الأكثر عددا والأشد بأسا وقاموا بدول وإمارات وقادوا ثورات فإندرج بنو فاتن تحتهم بحكم الجوار والحلف والقرابة العائلية.

## مواطنهم

### مواطنهم تاريخيا
كانت قبيلة مطغرة تمتد على مساحات شاسعة ومتنوعة، فمنهم من كان يستوطن بالتلال والجبال، ومنهم من هو بالواحات والقصور الصحراوية. تبدأ مواطنهم بالجبال التي سميت على اسمهم بناحية فاس وصولا إلى سجلماسة وتوات ، فنجد البكري يذكر في كتابه المسالك و الممالك أن واد بوخرارب الذي يفصل بين عدوتي القرويين والأندلسيين مخرجه من عين غزيرة في وسط مرج ببلاد مطغرة على مسيرة نصف يوم جنوب فاس، كما كانوا يستقرون بقلعة جرماط في الطريق بين تازة وفاس.
إستوطن المطغريين التلال المحادية للبحر شمال تلسمان وقد جاوروا كومية وترارة بتلك البلاد، وقيد شيدوا حصنهم المعروف باسم تاونت (الغزوات حاليا) وجعلوه قاعدة لهم.

### مواطنهم حاليا
تتواجد مطغرة اليوم بنواحي تلمسان وبين فاس والراشيدية وتوات. فنجد مصغرة من قبائل زمور المستوطنة بإقليم الخميسات، كما نجد جماعة شرفاء مدغرة بإقليم الراشيدية والتي تستوطن بها قبيلة ايت سغروشن. هذه الأخيرة تتطابق مناطق انتشارها مع مناطق انتشار مطغرة التاريخي بحيث تستوطن ضواحي تاهلة حيث قلعة جرماط التاريخية كما تستوطن جنوب فاس بسفوح جبال كندر حيث منبع واد بوخرارب، وتنتشر من هناك بشكل متفرق إلى قصور تافيلالت.

## تاريخهم

### قبل الإسلام
تعتبر مطغرة من الأسماء القبلية القديمة، ويحتمل أن تكون من خلفاء الإسم القبلي القديم «الماكوراي» الذي ذكرته المصادر الرومانية القديمة. يمثل بليني الأكبر وبطليموس مواطن هذه القبيلة بمتيجة وصولا إلى البحر، كما نجد بطليموس مرة أخرى يذكر هذا الإسم ضمن قبائل ليبيا الداخلية بشرق درعة. لذالك يمكن القول ان هاتين القبيلتين هما فالأصل قبيلة واحدة إنفصلت منذ العصور القديمة.

### بعد الإسلام

#### الدخول في دين الإسلام
بعد إتمام فتح بلاد المغرب من طرف موسى بن نصير سنة 704م، دخلت جل قبائل الأمازيغ في دين الإسلام بما في ذالك قبيلة مطغرة. ولما سرى دين الخارجية في هؤلاء الأمازيغ أخذ مضغرة هؤلاء برأي الصفرية، وكان شيخهم ميسرة المدغري مقدما فيه. كان مسيرة عالما مستنيرا ويقال أنه كان يعمل في السقاية لذا عرف بين أبناء عشيرته بالسقاء بينما سماه العرب بالحقير.

#### ثورة البربر
تزعم المدغريون بعد ذالك اتحادية قبائل برغواطة والتي كان عدد قبائلها يتجاوز التلاثين، وبعد أن رفض الخليفة الأموي هشام بن عبد الملك استقبال مسيرة المدغري وبعض من رفاقه الذين انتقلوا إلى دمشق لتقديم شكوى ضد عامل طنجة ومستشاريه لإسائتهم للأمازيغ والعبث في أموالهم وانتشار فسادهم في البلاد، خرج مسيرة المدغري عن اعتداله وتحول إلى الصفرية المتطرفة، واعتزم قومه شق عصا الطاعة عن الدولة الأموية والقيام بثورة عارمة في المغرب للتخلص من حكم الأمويين المستبد.

##### سقوط طنجة وسوس
قاد المدغريون جماهير البربر الصفرية في ثورة عاتية ضد العرب لإسقاط حكم الأمويين على بلاد المغرب، وقد انطلقت أول شرارة لهذه الثورة من مدينة طنجة، بحيث انضمت قوات مكناسة وطائفة من سكان طنجة بقيادة عبد الأعلى ابن جريج للبرغواطيين. ومع وصول أنباء التمرد، أمر عبيد الله بن الحبحاب قائده خالد بن أبي حبيب الفهري بأن يعد حملة من الفرسان فيها عدد من أشراف مسلمي إفريقية للتوجّه في الحال إلى طنجة للقضاء على ثورة البربر، كما أرسل جيشًا آخر إلى تلمسان بقيادة عبد الرحمن بن المغيرة العبدي لإيقاف البربر إن تمكّنوا من تجاوز الحملة الأولى نحو إفريقية. وفي سنة 739م خرج ميسرة المدغري وقام على عمر بن عبد الله المرادي والي الأمويين بطنجة فقتله وثار الأمازيغ كلهم بالمغرب الأقصى ثم خلف ميسرة على طنجة عبد الأعلى بن خديم وزحف إلى إسماعيل بن عبيد الله بن الحبحاب إلى السوس فقتله كذالك، مما وضع العرب في موقف لا يحسدون عليه.

يقول ابن عذاري في كتابه البيان المُغْرِب في اختصار أخبار ملوك الأندلس والمغرب:
| مطغرة | ...وفي سنة 122 كانت ثورة البربر بالمغرب فخرج ميسرة المدغري وقام على عمر بن عبد الله المرادي بطنجة فقتله وثارت البرابر كلها مع أميرهم ميسرة ثم خلف ميسرة على طنجة عبد الأعلى بن حديج وزحف إلى إسماعيل بن عبيد الله بن الحبحاب إلى السوس فقتله ثم كانت وقائع كثيرة بين أهل المغرب الأقصى وأهل أفريقية يطول ذكرها وكان المغرب حينئذ قوم ظهرت فيهم دعوة الخوارج ولهم عدد كثير وشوكة كبيرة وهم برغواطة وكان السبب في ثورة الأمازيغ وقيام ميسرة انها انكرت على عامل ابن الحبحاب سوء سيرته كما ذكرنا وكان الخلفاء بالمشرق يستحبون طرائف المغرب ويبعثون فيها إلى عامل أفريقية فيبعثون لهم الأمازيغ السنيات فلما أفضى الامر إلى ابن الحبحاب مناهم بالكثير وتكلف لهم أو كلفوه أكثر مما كان فأضطر إلى التعسف وسوء السيرة فحينئذ عدة البرابر على عاملهم فقتلوه وثاروا بأجمعهم على ابن الحبحاب. ابن عذاري - البيان المُغْرِب في اختصار أخبار ملوك الأندلس والمغرب | مطغرة |

##### غزوة الأشراف
وبعد أن سمع عبيد الله بن الحبحاب خبر سقوط طنجة زحف اليهم من القيروان بعساكره وفي مقدمتهم خالد بن أبي حبيب الفهري، فلقيهم ميسرة في جموع البرابرة فهزم المقدمة واستلحمهم. فيقول ابن خلدون في كتابه تاريخ ابن خلدون:
| مطغرة | وبلغ الخبر بذلك إلى هشام بن عبد الملك فسرح كلثوم بن عياض في اثني عشر ألفاً من جنود الشام وولاه على إفريقية وأدال به من عبيد الله بن الحبحاب. وزحف كلثوم إلى البرابرة سنة 123 هـ حتى انتهت مقدمته إلى وادي سبو من أعمال طنجة فلقيه البرابرة هنالك مع ميسرة وقد فحصوا عن أوساط رؤوسهم ونادوا بشعار وكان ذكاؤهم في لقائهم إياه أن ملؤوا الشنان بالحجارة وربطوها بأذناب الخيل تنادي بها فتقعقع الحجارة في شنانها ومرت بمصاف العساكر من العرب فنفرت خيولهم واختل مصافهم وانجرت عليهم الهزيمة فافترقوا وذهب بلج مع الطلائع من أهل الشام إلى سبتة... ورجع إلى القيروان أهل مصر وأفريقية وظهرت الخوارج في كل جهة واقتطع المغرب عن طاعة الخلفاء ..ابن خلدون - تاريخ ابن خلدون. | مطغرة |

##### مقتل ميسرة
وأثناء معركة غزوة الأشراف، بايع ميسرة لنفسه بالخلافة داعياً إلى نحلته من الخارجية على مذهب الصفرية، غير أنه لم يكتب له أن يرى ثمرة ثورته، لأنه قتل من طرف أصحابه الذين ظنوا فيه السوء والطمع في الخلافة، وتغيروا عما كانوا بايعوه عليه فقتلوه وولوا أمرهم لخالد بن حامد الزّناتي. فقاد خالد هذا جيوش المتمردين الأمازيغ في معارك طاحنة ضد الأمويين، ٳنتهب بمقتل كلثوم بن عياض القشيري والي إفريقية والحاكم والفاتح حبيب بن أبي عبيدة الفهري وغيرهم من كبار القادة العرب في الجيش الأموي.
بهد مقتل ميسرة المطغري تفرق أتباعه في شتى بلاد المغرب فكان منهم طريف بن مالك وابنه صالح بن طريف الذين أنشؤوا دولة لهم في تامسنا بٳسم برغواطة.

#### دولة برغواطة
بعد مقتل ميسرة ٳنتقل طريف بن مالك ٳلى بلاد تامسنا غرب المغرب الأقصى، فقدّمه البربر على أنفسهم وولي أمرهم، ليصبح ملكا على زناتة هناك. وأتخد ديانة الإسلام ديناٗ رسميا لدولته ٳلى أن هلك هناك، وقد خلف من بعده أربعة أبناء، كان الحكم من بعده لصالح منهم.

كان عدد القبائل المشكلة لبرغواطة يبلغ الثلاتين قبيلة، كانت سبعة عشر قبيلة منهم تدين بالٳسلام، بينما انشأ بنو صالح الديانة البرغواطية ودخلت القبائل الأثني عشر الأخرى في ملتهم بما فيهم قبيلة مطغرة. بحيث يذكر البكري نقلا عن زمور:
إنّ بني صالح بن طريف يركبون وقت أخباره في ثلاثة آلاف ومائتي فارس وإنّ قبائل برغواطة الّذين يدينون لهم وهم على ملّتهم جراوة وزواغة والبرانس وبنو أبي ناصر ومنجاصة وبنو أبي نوح وبنو واغمر ومطغرة وبنو بورغ وبنو دمّر ومطماطة وبنو ووزكسينت، وعددهم ينتهي أكثر من عشرة آلاف فارس.

#### المرينيون والزيانيون
كانت مطغرة تستوطن السواحل الواقعة شمال تلمسان، وكان حصن تاونت المعروف حالياً بٳسم لالة غزوانة قاعدة لهم، وكانت الرئاسة فيهم لبنو عبد الحق. ورغم ٲن أراضي القبيلة كانت تابعة لدولة بنو عبد الواد غير أن ولائهم كان متذبذباً بسبب صراعهم الدائم مع قبيلة ندرومة أحد قبائل كومية الموالية للزيانيين. فأحتل المطغريون مدينة ندرومة أكثر من مرة قبل أن يسترجعها منهم يغمراسن أخيراً، ليهرب حلكمها هارون بن موسى بن خليفة ويلحق بجده في الأندلس قبل أن يستشهد هناك. فخلفه على مطغرة أخوه تاشفين وبقيت الرئاسة في عقبه فبايع زكريا بن يخلفتن المطغري بعدهم المرينيين وسلّم ندرومة إلى أبي يحيى المريني أثناء حصاره لتلمسان.

## من أعلام القبيلة
- ميسرة المطغري : من أهم زعماء الخوارج الصفرية بالمغرب الأقصى، كان بروز دعوته سنة 122 هـ في طنجة ثم بويع خليفة على المغاربة.
- طريف المطغري : مؤسس إمارة برغواطة وينسب إليه بنو طريف أو البرغواطيون.
- صالح بن طريف : مؤسس الديانة البرغواطية، وثاني أمراء الدولة البرغواطية في منطقة تامسنا بالمغرب الأقصى. وهو ابن طريف المطغري.
- زكريا بن يخلفتن المطغري : زعيم قبيلة مطغرة في تلمسان. وهو الذي سلّم ندرومة إلى أبي يحيى المريني أثناء حصاره للمدينة.
- عبد الله بن عمر المطغري : الفقيه الفرضي الحيسوبي. وكان له شأن كبير في عهد دولة محمد الشيخ السعدي.